# Чан Ин Чон
Чан Ин Чон (18 серпня 1970) — південнокорейська хокеїстка на траві.
Срібна призерка Олімпійських Ігор 1988, 1996 років, учасниця 1992 року.
Переможниця Азійських ігор 1990, 1994 років.